# Ogniska Waldharda
Ogniska Waldharda – ogniska tkanki nabłonkowej metaplastycznej i wielowarstwowej płaskiej przejściowej w błonie surowiczej jajowodu.